# Bodor Ödön
Bodor Ödön, született Krausz (Kapuvár, 1882. október 24. – Budapest, 1927. január 22.) magyar atléta, labdarúgó, edző és újságíró.

## Életpályája
A MÚE (Magyar Úszó Egyesület), a BPTTSE (Budapesti Posta- és Távirda Tisztviselők Sportegyesülete), majd a PSE (Postás Sport Egyesület) sportolójaként versenyzett. Nemzetközi szintű eredményeit futásban érte el, de 1903-ban egy alkalommal tagja volt a magyar labdarúgó-válogatottnak is. Kétszer szerepelt a magyar atlétaválogatottban (1908 és 1912). Futásban nyolcszor javított magyar csúcsot. Az 1908. évi nyári olimpiai játékokon, Londonban a Simon Pál, Mezei Frigyes, Nagy József, Bodor Ödön összeállítású olimpiai váltó tagjaként bronzérmes lett. Ugyanezen az olimpián a 800 m-es síkfutásban a 4. helyet szerezte meg. Részt vett az 1912. évi nyári olimpiai játékokon is. 

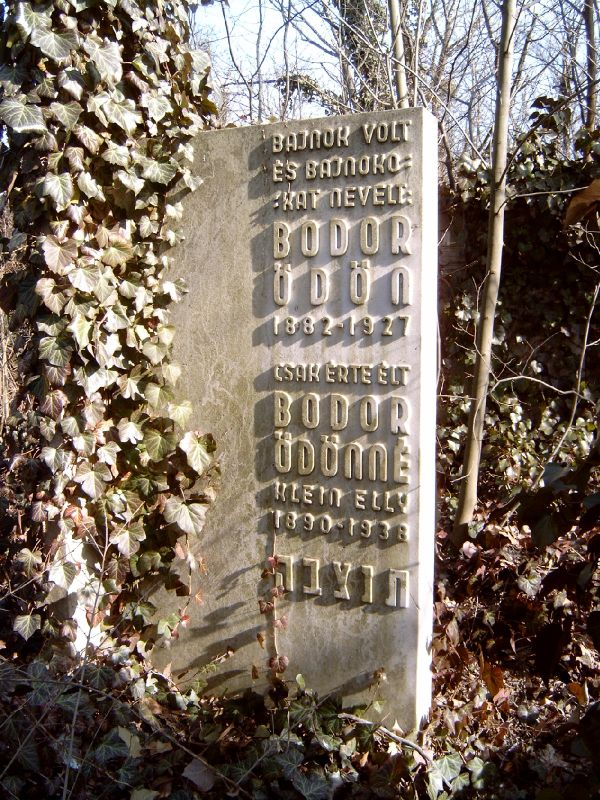
Bodor Ödön sírja Budapesten a Kozma utcai izraelita temetőben 15

Visszavonulása után postatisztviselőként, a Sporthírlap és a Pesti Napló, majd a Pesti Hírlap és a Világ című lapok munkatársa volt, illetve atlétikaedzőként tevékenykedett. A városligeti műjégpályán elszenvedett súlyos baleset következtében hunyt el.

## Sporteredményei
- Olimpiai játékok
- 3.: 1908 (olimpiai váltó)
- 4.: 1908 (800 m)
- Magyar bajnokság
  - bajnok (12): 1905, 1906, 1908, 1910 (1 mérföld), 1906, 1909, 1910, 1911, 1912 (880 yard), 1908, 1909, 1911 (440 yard)
  - 2.: 1902 (1 mérföld)
  - 3.: 1905 (440 yard)
- Osztrák bajnokság
  - bajnok: 1902 (1 mérföld)

## Statisztika

### Mérkőzései a válogatottban
| Magyarország | Magyarország      | Magyarország               | Magyarország | Magyarország | Magyarország     | Magyarország | Magyarország | Magyarország |
| #            | Dátum             | Helyszín                   | Hazai        | Eredmény     | Vendég           | Kiírás       | Gólok        | Esemény      |
| ------------ | ----------------- | -------------------------- | ------------ | ------------ | ---------------- | ------------ | ------------ | ------------ |
|              | 1901. április 12. | Budapest, Millenáris-pálya | Magyarország | 1 – 5        | Surrey Wanderers | barátságos   | -            |              |
| 1.           | 1903. október 11. | Bécs, WAC-pálya            | Ausztria     | 4 – 2        | Magyarország     | barátságos   | -            |              |
|              | Összesen          |                            |              | 1            | mérkőzés         |              | 0            | gól          |